# 皮山县街道
皮山县街道，是中华人民共和国新疆维吾尔自治区和田地區皮山县下辖的一个乡镇级行政单位。

## 行政区划
皮山县街道下辖以下地区：
喀依玛克巴扎社区、科克塔力社区、安江阔恰社区、赛其曼拉社区和吾力曼拉社区。